# Pachybrachis peccans
Pachybrachis peccans är en skalbaggsart som beskrevs av Christian Wilhelm Ludwig Eduard Suffrian 1852. Pachybrachis peccans ingår i släktet Pachybrachis och familjen bladbaggar. Inga underarter finns listade i Catalogue of Life.